# Сорокин, Михаил Яковлевич
Михаи́л Я́ковлевич Соро́кин (29 октября 1910, Абдулино, Оренбургская губерния — 12 декабря 1943, Василевичи, Гомельская область) — участник Великой Отечественной войны, командир артиллерийского дивизиона, майор, Герой Советского Союза.

## Биография
Родился 16 октября (29 октября по новому стилю) 1910 года в городе Абдулино ныне Оренбургской области в семье рабочего. Русский.
Окончил Куйбышевский строительный техникум. Работал прорабом, заочно учился в Куйбышевском строительном институте.
В Красной Армии в 1932—1934 годах, 1939 году (участвовал в боях с японцами на реке Халхин-Гол) и с 1941 года. В 1941 году окончил Киевское артиллерийское училище. Член ВКП(б) с 1941 года. На фронте в Великую Отечественную войну с апреля 1942 года.
Командир артиллерийского дивизиона 118-го артиллерийского полка (69-я стрелковая дивизия, 65-я армия, Центральный фронт) майор Михаил Сорокин в числе первых в полку переправил личный состав вверенного ему дивизиона и орудия через реку Днепр у посёлка городского типа Радуль Репкинского района Черниговской области Украины.
Отражая вражеские контратаки, артиллерийский дивизион майора Сорокина нанёс противнику значительный урон в живой силе и военной технике, чем содействовал переправе других подразделений на плацдарм.
Указом Президиума Верховного Совета СССР от 30 октября 1943 года за образцовое выполнение боевых заданий командования на фронте борьбы с немецко-фашистскими захватчиками и проявленные при этом мужество и героизм майору Сорокину Михаилу Яковлевичу присвоено звание Героя Советского Союза с вручением ордена Ленина и медали «Золотая Звезда» (№ 1589).
4 декабря 1943 года в числе 15 других Героев Советского Союза 69-й стрелковой дивизии майору Сорокину были вручены высшие награды СССР.
12 декабря 1943 года в одном из боёв за освобождение Белоруссии М. Я. Сорокин погиб. Похоронен в селе Василевичи Жлобинского района Гомельской области Белоруссии, а в 1945 году его прах был перезахоронен в городе Куйбышев (ныне — Самара), где установлены бюст Героя и мемориальная доска.

## Награды
- Герой Советского Союза (30.10.1943);
- орден Ленина (30.10.1943);
- орден Александра Невского (№ 875 от 17.09.1943);
- орден Отечественной войны 2-й степени

## Память
- В городе Абдулино Оренбургской области у здания ГПТУ-17 установлен бюст Михаила Сорокина.
- Именем Героя Советского Союза Михаила Сорокина названы улицы в Советском районе города Самара и городе Речица Гомельской области Белоруссии.